# Río Kacha
El Kacha (en ruso: Ка́ча) es un río del krai de Krasnoyarsk (Rusia). Es un afluente derecho del Yenisey. El nombre túrquico del río es Izyr-Su, y se ha sugerido que el nombre ruso deriva de Izyr-Kichi "pueblo de Izyr", el nombre propio del pueblo túrquicoque habitaba el valle del río y las tierras adyacentes.

## Curso
La longitud del Kacha es de 102 kilómetros; la superficie de su cuenca de drenaje es de 1.280 kilómetros cuadrados. Tiene dos fuentes, el Gladkaya Kacha ("Kacha liso") y el Krutaya Kacha ("Kacha escarpado"), ambos situados en la cordillera baja a unos 35 kilómetros al oeste de Krasnoyarsk. El Gladkaya Kacha es dos veces más largo que el Krutaya Kacha; comienza en la zona montañosa media y tiene un valle más profundo, mientras que el Krutaya Kacha comienza en la zona relativamente plana y pantanosa. Ambos arroyos fluyen desde la cordillera hacia el norte, cruzan el ferrocarril transiberiano y se unen. A continuación, el río gira hacia el este cerca del asentamiento de Pamyati 13 Bortsov y completa el medio bucle volviendo hacia el sur hasta el Yenisey. El Kacha se acerca a Krasnoyarsk desde el norte y atraviesa la ciudad en línea recta, uniéndose al Yenisey en el centro histórico de la ciudad, Strelka.

## Ecología
El Kacha es conocido desde hace tiempo por ser el río más contaminado de la zona de Krasnoyarsk, y sólo a mediados de la década de 2000 mejoró la situación, al menos en el tramo de Krasnoyarsk. Las fuentes de contaminación más graves eran varias tuberías de aguas residuales sin filtrar y numerosos residuos sólidos en las orillas del río. En la actualidad, gracias a la labor administrativa del alcalde Pyotr Pimashkov, la mayoría de las fuentes fueron eliminadas y las orillas del río en el centro de la ciudad se han convertido en una atractiva zona de recreo.